# Euromoia subpulchra
Euromoia subpulchra är en fjärilsart som beskrevs av Alphéraky 1897. Euromoia subpulchra ingår i släktet Euromoia och familjen nattflyn. Inga underarter finns listade i Catalogue of Life.